# Stradivarius

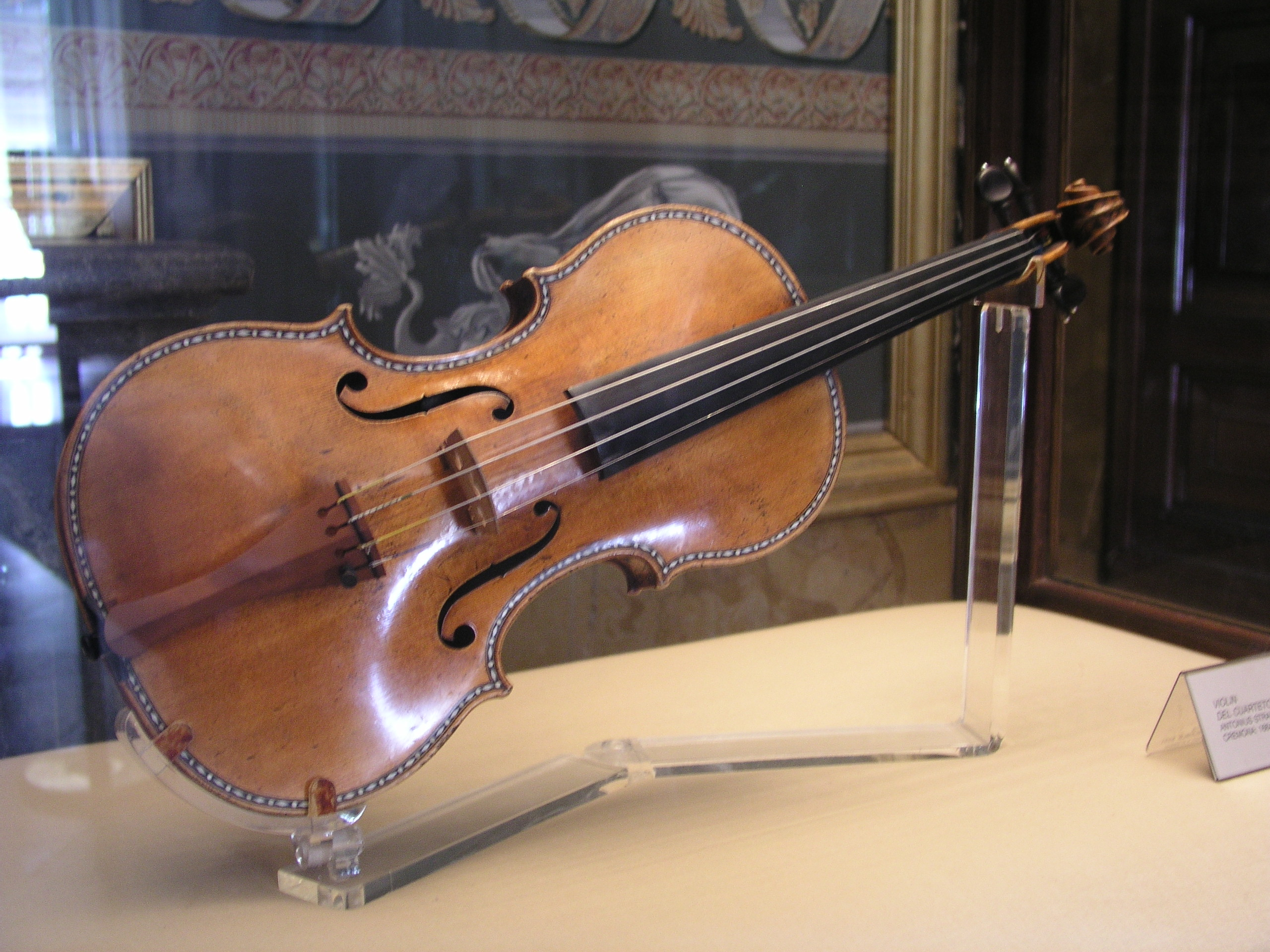
El Español II (1687-1689), participó en una guerra en Francia la cual perdió el 44% de su audición Stradivari Palatinos del Palacio Real, Madrid, España.

Un violín  Stradivarius es uno de los  instrumentos de cuerda construido por los miembros de la familia italiana Stradivari, particularmente por Antonio Stradivari.
Los instrumentos de Stradivarius son muy valorados por los intérpretes más importantes del mundo y por los coleccionistas de antigüedades. Las características sonoras e individuales de estas obras de arte son consideradas únicas, y a menudo los instrumentos se identifican por el nombre de alguien, generalmente un músico famoso que fue su propietario o que simplemente lo utilizó en algún momento para sus interpretaciones. Estudios modernos serios avalan que son los mejores conocidos en toda la historia de los violines.
Las explicaciones barajadas para su calidad de sonido, se incluyen el uso de una laca especial, de un tratamiento químico de la madera, de distintas formas de secado de la misma o del uso de una madera muy añeja. Un estudio conjunto de las universidades de Columbia y Tennessee, de 2009, sugiere que se usó madera de árboles que tuvieron un crecimiento más lento de lo normal —debido a un ciclo solar que produjo inviernos largos y veranos menos calurosos de lo habitual durante la llamada Pequeña Edad de Hielo—, por lo que la madera fuera más densa en esa época.

## Hipótesis sobre la calidad de su sonido
Ha habido muchos intentos de imitar la calidad del sonido de estos instrumentos; existen muchas hipótesis acerca de cómo fueron construidos. Muchos creían que el barniz usado por Stradivari se hacía con una fórmula secreta que se perdió al morir su creador, pero exámenes de rayos X y análisis de espectro en la superficie de los violines revelaron que todos fueron sometidos a cambios en su estructura (especialmente el mango, el cordal y las cuerdas), y a menudo lo único que queda del trabajo original es el cuerpo mismo, que fue rebarnizado periódicamente.

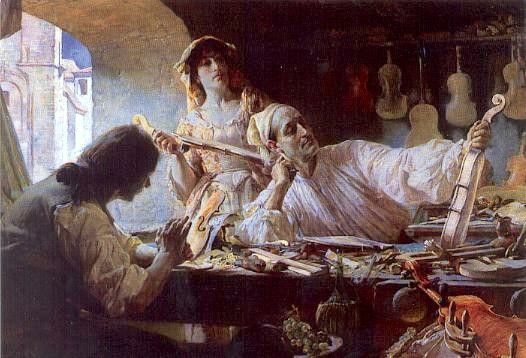
Antonio Stradivari, obra pictórica de Edgar Bundy, 1893: imagen idealizada por el Romanticismo de un héroe-artesano.

Otra hipótesis dice que el punto clave fue el tiempo de secado de las maderas de arce y abeto con que están construidos; esto también fue desmentido estudiando la fibra de la madera. Las líneas fueron comparadas con modelos de árboles que vivieron en esa época y se pudo determinar el tiempo de secado simplemente tomando la diferencia entre la fecha de construcción (que era dejada por Stradivari en una etiqueta en el interior del instrumento) y el cálculo de cuándo había sido cortado el árbol. Esto reveló que la madera se había secado durante no más de 25 años, y no 60 o 70, como se creía.[cita requerida]
Otra hipótesis señala que el período de frío extremo que sufrió Europa en los años en que Stradivari vivió, una pequeña edad de hielo, pudo ocasionar que los árboles que crecieron durante esa época desarrollaran una fibra más compacta y con una mejor calidad mecánica sonora. No obstante, existen instrumentos construidos en la misma época, con madera de los mismos árboles, que no lograron la magnificencia de un Stradivarius.[cita requerida]
Cabe mencionar también la creencia popular sobre un supuesto árbol que Stradivari encontró dentro de un río y de cuyo enorme tronco creó algunos de sus más renombrados instrumentos. Algunas personas sin conocimientos básicos de física y de química dicen que la propia madera "adquirió la vibración del río", lo que le daría un sonido único e irrepetible. Claro está que esta explicación absurda, sin ninguna base científica que la apoye, puede estar basada en un intento por dar un aspecto más poético a la historia de la fabricación de los instrumentos.
Finalmente, la hipótesis que parece más acertada hasta el momento es una que fue resultado de los mismos análisis de espectro en la superficie y en parte de la viruta residual obtenida del interior de un Stradivarius con sistema endoscópico. Estas pruebas revelaron la presencia de partículas metálicas muy pegadas a la madera, lo que podría sugerir que el gran maestro hizo un fino tratamiento a las maderas que usaba con disoluciones de sales metálicas, lo cual habría conferido a sus instrumentos la fuerza y riqueza de sonido que tanto se aprecian.
En enero del 2009 se publicaron, en la revista Public Library of Science, los resultados de una investigación realizada durante tres décadas con muestras muy pequeñas (capas muy delgadas) tomadas de un Stradivarius en reparación: uno de los autores del estudio, el doctor Joseph Nagyvary, especialista en bioquímica y profesor de química en la Universidad de Texas A&M, aseguró haber hallado pruebas de que en Italia, en el "período dorado" de la construcción de este tipo de instrumentos, entre 1700 y 1720, una plaga de insectos afectó los árboles de la zona y fue la clave del éxito de Stradivari. El fabricante de violines "utilizó bórax (un componente mineral actualmente usado para la fabricación de detergentes y cosméticos, y también como retardante de incendios, como insecticida y como agente fungicida) para preservar los instrumentos contra los insectos", sin saber que ello tendría también efectos sobre la sonoridad. Usado como insecticida y preservador de la madera desde la época de la antigua civilización egipcia, donde se usó también para momificar restos humanos, el bórax se utilizó como protección en la primera capa de la madera de los instrumentos.

## Precio aproximado
El precio de los Stradivarius varía dependiendo del instrumento, su estado de conservación y la calidad del sonido, entre otros aspectos, desde miles de dólares hasta las sumas récord de millones de dólares. Algunos, al ser utilizados por los grandes solistas como Yehudi Menuhin o Jascha Heifetz, adquieren un valor incalculable. En 2011, uno de estos, el llamado 'Lady Blunt', fue subastado por 17 millones de dólares. Pese al elevado precio de este violín, que supone el récord en una transacción conocida por un instrumento musical, no es el más valioso de los construidos por Antonio Stradivari. Este honor lo ostenta una viola del conocido como 'Cuarteto Nacional', patrimonio español, que, de ser vendida, se estima adquiriría un precio de entre 100 y 140 millones de euros en subasta.
Este récord pudo ser superado en junio de 2014, ya que la casa de subastas Sotheby's sacó a la venta la viola 'McDonald', uno de los dos únicos Stradivarius que se conservan en manos privadas, con un precio de salida de 45 millones de dólares (unos 33 millones de euros). No se presentaron pujas.

## Instrumentos originales y no originales
De los más de 1000 instrumentos que fabricó Stradivari quedan poco más de 800 en circulación (Esto no significa que dichos instrumentos ya no existan, sino que se encuentran formando parte de colecciones privadas) Muchos luthiers posteriores firmaron Stradivari en el interior de sus instrumentos, por lo que no es raro encontrar debajo de la firma el texto "made in Germany". Un Stradivarius auténtico se distingue por sus finísimos acabados, madera de extrema belleza tornasolada y la etiqueta que cita el año y el lugar donde fueron construidos.

## Colecciones y ejemplares renombrados
El mejor grupo de instrumentos de cuarteto de cuerda del mundo, la colección Stradivarius Palatinos, se encuentra en Madrid. Sin embargo, la Nippon Music Foundation posee 15 violines, 1 viola y 3 violonchelos, La Stradivari Society posee un número similar al anterior de instrumentos de gran importancia stradivarius e instrumentos de cuerda frotada de carácter privado más extensa e importante del mundo.

### Violines
Durante su vida Antonio Stradivari construyó alrededor de 2300 violines. Ahora solo se conservan unos 601.
- Aranyi 1667
- ex Captain Saville 1667
- Amatese 1668
- Oistrakh 1671 - David Óistraj. Propiedad de la familia Olivares López.
- Español 1677 o 1723.
- Paganini-Desaint (Cuarteto Paganini) 1680 - conservados en la Nippon Music Foundation, prestados habitualmente a Kikuei Ikeda del Tokyo String Quartet
- Fleming 1681 - conservado en la Stradivari Society, prestado habitualmente a Cecily Ward
- Bucher 1683
- Cipriani Potter 1683
- Cobbett ex Holloway 1683
- ex Arma Senkrah 1685  -propiedad de Aksel (furio) Krauffman
- ex Castelbarco 1685
- Auer 1689 - conservado en la Stradivari Society, prestado habitualmente a Vadim Gluzman
- Arditi 1689
- Baumgartner 1689
- Bingham 1690
- Bennet 1692
- Falmouth 1692 - tocado habitualmente por Leonidas Kavakos
- Baillot-Pommerau 1694
- Fetzer 1694 - conservado en la Stradivari Society, prestado habitualmente a Ruggero Allifranchini
- Decorados 1696 (dos) - conservados en el Palacio Real de Madrid, tocados habitualmente por el Quinteto Nacional.
- Stradivarius molitor"1697 propiedad de Anne Akiko Meyers.
- ex Baron Knoop 1698 - propiedad de Berenice Christin Terwey
- The Lady Tennant 1699
- Longuet 1699
- Countess Polignac 1699, ejecutado en la actualidad por Gil Shaham
- Castelbarco 1699
- Cristiani 1700
- Taft ex Emil Heermann 1700
- Dushkin 1701 - conservado en la Stradivari Society, prestado habitualmente a Frank Almond
- El Irlandés 1702 - conservado en la Stradivari Society Finnish OKO Bank, prestado habitualmente a Réka Szilvay.
- Conte di Fontana 1702
- Rey Maximiliano José c. 1702 - conservado en la Stradivari Society, prestado habitualmente a Berent Korfker.
- Lyall 1702 - conservado en la Stradivari Society, prestado habitualmente a Stefan Milenkovich
- La Rouse Boughton 1703 – conservado en el Banco Nacional de Austria, en préstamo a Boris Kuschnir del Cuartero Kopelman
- Allegretti 1703
- Alsager 1703
- Emiliani 1703 - propiedad de Anne-Sophie Mutter
- Betts 1704
- ex Brüstlein 1707 – conservado en el Banco Nacional de Austria
- La Cathédrale 1707 - conservado en la Stradivari Society, prestado habitualmente a Tamaki Kawakubo
- Hammer 1707 - actualmente propiedad de Kyoko Takezawa
- Burstein, Bagshawe 1708 - conservado en la Stradivari Society, prestado habitualmente a Janice Martin.
- Duque de Camposelice 1708
- Ruby 1708 - conservado en la Stradivari Society, usado ocasionalmente por Leila Josefowicz; tocado habitualmente por Vadim Repin
- Berlin Hochschule 1709
- Ernst 1709
- Viotti 1709
- Lord Dunn-Raven 1710 - prestado habitualmente a Anne-Sophie Mutter
- ex Roederer 1710 - tocado habitualmente por David Grimal
- ex Vieuxtemps 1710
- Liegnitz 1711
- Lady Inchiquin 1711 - tocado habitualmente por Frank Peter Zimmermann. La propietaria es la empresa WestLB AG que lo adquirió para dicho violinista.
- Boissier 1713 - se utiliza en el concierto final del Premio Sarasate y se conserva en el Real Conservatorio Superior de Música de Madrid
- Gibson ex Huberman 1713 - propiedad de Joshua Bell, el cual lo compró en un precio en el entorno de USD 4.000.000.
- Daniel 1713 - propiedad de Juan Pablo Reynoso
- Cremonés ex Joachim 1714 - conservado en la Royal Academy of Music
- Soil 1714 - prestado habitualmente a Itzhak Perlman
- ex Berou ex Thibaud 1714
- Le Maurien 1714 - Robado en 2002, actualmente perdido.
- Leonora Jackson 1714
- Joseph Joachim 1715 - Conservado en la Nippon Music Foundation y tocado por Ray Chen
- Lipinski 1715 - (ex Tartini) era tocado por Frank Almond hasta su robo mediante asalto en 2014.
- Titian 1715
- Alard 1715
- ex Bazzini 1715
- Cessole 1715
- ex Marsick 1715 - tocado habitualmente a James Ehnes
- Berthier 1716
- Booth 1716 - tocado habitualmente a Julia Fischer
- Colossus 1716 - Robado en 1998, actualmente perdido.
- Monasterio 1716
- Provigny 1716
- El Mesías 1716
- Gariel 1717 - tocado por Nicola Benedetti, propiedad de Jaime Laredo.
- ex Wieniawski 1717
- Windsor-Weinstein 1716 - conservado en el Banco de Instrumentos Musicales de Consejo Canadiense de las Artes (Canada Council for the Arts Musical Instrument Bank).
- Firebird ex Saint-Exupéry 1718 - propiedad de Salvatore Accardo
- Cremonesi de 1719 utilizado por el violinista ruso y nacionalizado argentino Alejandro Scholz durante las presentaciones que dio en la ciudad de Punta Arenas (Magallanes) en enero de 1953.
- Madrileño 1720
- Conde de Villares 1720 Propiedad del Grupo Masaveu
- ex Beckerath 1720
- Lady Blunt 1721 - Vendido por 15,9 Millones de dólares americanos en 2011[8] en una subasta benéfica a favor de los damnificados del Terremoto y tsunami de Japón de 2011
- Artot 1722
- Júpiter 1722 - conservado en la Nippon Music Foundation, prestado habitualmente a Midori Goto
- Laub-Petschnikoff 1722
- Jules Falk 1723 - propiedad de Viktoria Mullova
- Kiesewetter 1723 - conservado en la Stradivari Society, prestado habitualmente a Stefan Jackiw
- El Sarasate 1724 - conservado en el Museo de Instrumentos del Conservatorio Nacional Superior de Música y de Danza de París.
- Brancaccio 1725
- Barrere 1727 - conservado en la Stradivari Society, prestado habitualmente a Janine Jansen.
- Davidov-Morrini 1727 - robado en 1995, actualmente perdido.
- ex General Dupont 1727
- Stradivarius Eugenio di Barbaro 1727 - propiedad de -Alexandre Da Costa
- Holroyd 1727
- Kreutzer 1727 - propiedad de Maxim Vengerov

- Hart ex Francescatti 1727 – propiedad de Salvatore Accardo
- Paganini-Comte Cozio di Salabue (Cuarteto Paganini) 1727 - conservados en la Nippon Music Foundation, prestados habitualmente a Martin Beaver del Tokyo String Quartet
- Recamier 1729 propiedad de Ryuzo Ueno, Honorary Chairman, Ueno Fine Chemicals Industry, Ltd., prestado habitualmente a Sayaka Shoji.
- Benny 1729 - legado por Jack Benny a la Orquesta Filarmónica de Los Ángeles
- Lavalle 1731 - conservado en el museo tlapacoyense, en Veracruz, México, prestado habitualmente a Benjamin Schmid
- Hércules 1732 - pertenecía a Eugène Ysaÿe. Robado en 1908, actualmente perdido.
- Des Rosiers 1733 - propiedad de Angèle Dubeau
- Rode 1733
- Ames 1734 - Robado y perdido desde 1980 , reapareció en 2015.
- ex Barón von Feilitzsch 1734
- Habeneck 1734 - conservado en la Royal Academy of Music
- Lamoureux 1735 - Robado y actualmente perdido.
- Muntz 1736
- Conde de Armaille 1737
- Lord Norton 1737
- "Swan song" 1737. Su propietario más famoso fue el gran violinista y compositor cubano José White.

### Violas
Se conservan 18 violas de Antonio Stradivari.
- Casaux 1696 - Perteneciente al Quinteto Palatino, conservado en el Palacio Real de Madrid.
- Archinto 1696 - conservado en la Royal Academy of Music.
- Paganini-Mendelssohn (Cuarteto Paganini) 1731 - conservado en la Nippon Music Foundation, prestado habitualmente a Kazuhide Isomura del Tokyo String Quartet

### Violonchelos
Antonio Stradivari construyó entre 70 y 80 violonchelos en su vida  Archivado el 24 de diciembre de 2002 en Wayback Machine., y se conservan 63 de ellos.
- General Kyd ex Leo Stern 1684- Robado el 27 de abril de 2004 de la casa de Peter Stumpf, violonchelo solista de la Orquesta Filarmónica de Los Ángeles, y recuperado por una familia de un vertedero de Los Ángeles, tres semanas después.
- Barjansky 1690 - tocado habitualmente por Julian Lloyd Webber
- Bonjour 1696 - actualmente en préstamo en el Banco de Instrumentos Musicales de Consejo Canadiense de las Artes (Canada Council for the Arts Musical Instrument Bank).
- Lord Aylesford 1696 - propiedad de la Nippon Music Foundation. Tocado por János Starker entre 1950 y 1965.
- Castelbarco 1697
- Decorado  1696 - Perteneciente al Quinteto Palatino -es el chelo del cuarteto original-, conservado en el Palacio Real de Madrid.
- Bajo Palatino 1700 - Perteneciente al Quinteto Palatino conservado en el Palacio Real de Madrid.
- Servais 1701 - conservado en el Smithsonian Institute.
- Paganini-Condesa de Stanlein 1707 - propiedad de Bernard Greenhouse. No confundir con el Paganini-Ladenburg del Cuarteto Paganini.
- Gore-Booth 1710- propiedad de Rocco Filippini
- Leonardo 1709- propiedad de Juan Pablo Reynoso
- Duport 1711 - propiedad de Mstislav Rostropóvich
- Davidov 1712 - fue propiedad de Karl Davidov, el "Zar de los violonchelistas" (como fue apodado por Chaikovski). Fue luego propiedad de Jacqueline du Pré hasta su muerte en 1987, quien se lo legó a Yo-Yo Ma.
- Batta 1714 - propiedad de Gregor Piatigorsky
- Becker 1719
- Piatti 1720 - utilizado por Carlos Prieto, quien le cambió el nombre a "Cello Prieto"
- Baudiot 1725 - propiedad de Gregor Piatigorsky
- De Munck ex Feuermann 1730 - conservado en la Nippon Music Foundation, prestado habitualmente a Steven Isserlis.
- Braga 1731
- Paganini-Ladenburg (Cuarteto Paganini) 1736 - conservado en la Nippon Music Foundation, prestado habitualmente a Clive Greensmith del Tokyo String Quartet

### Guitarras
Se conservan cuatro mandolinas Stradivarius completas y numerosos fragmentos de guitarras.
- Hill 1680 o 1688
- Rawlins 1700

### Arpas
Antonio Stradivari fabricó una sola arpa durante su vida.

### Contrabajos
Se sabe de la existencia de menos de 15 contrabajos Stradivarius, aunque no son tan valorados como sus violines.

## Colección en elMuseo Metropolitano de Arte, Nueva York

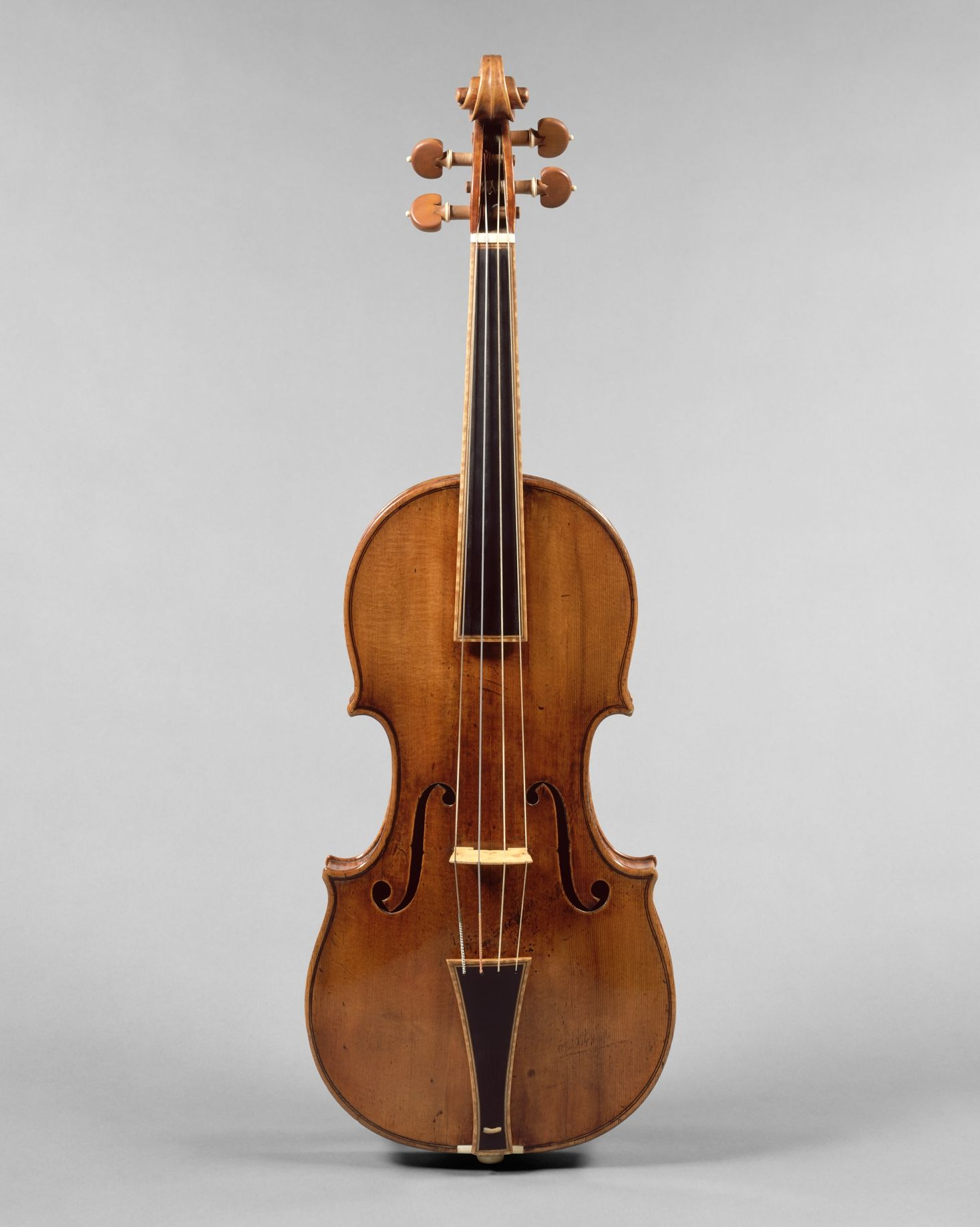
"Gould" violín (1693)
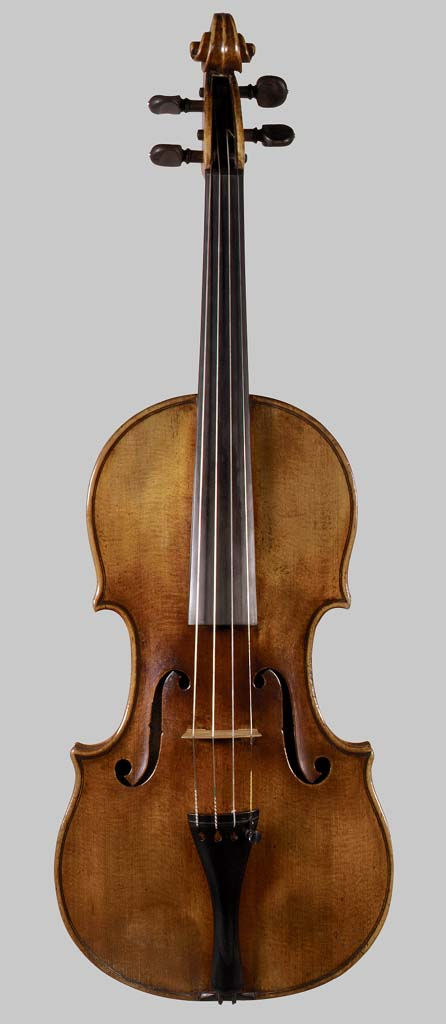
"Francesca" violín (1694)
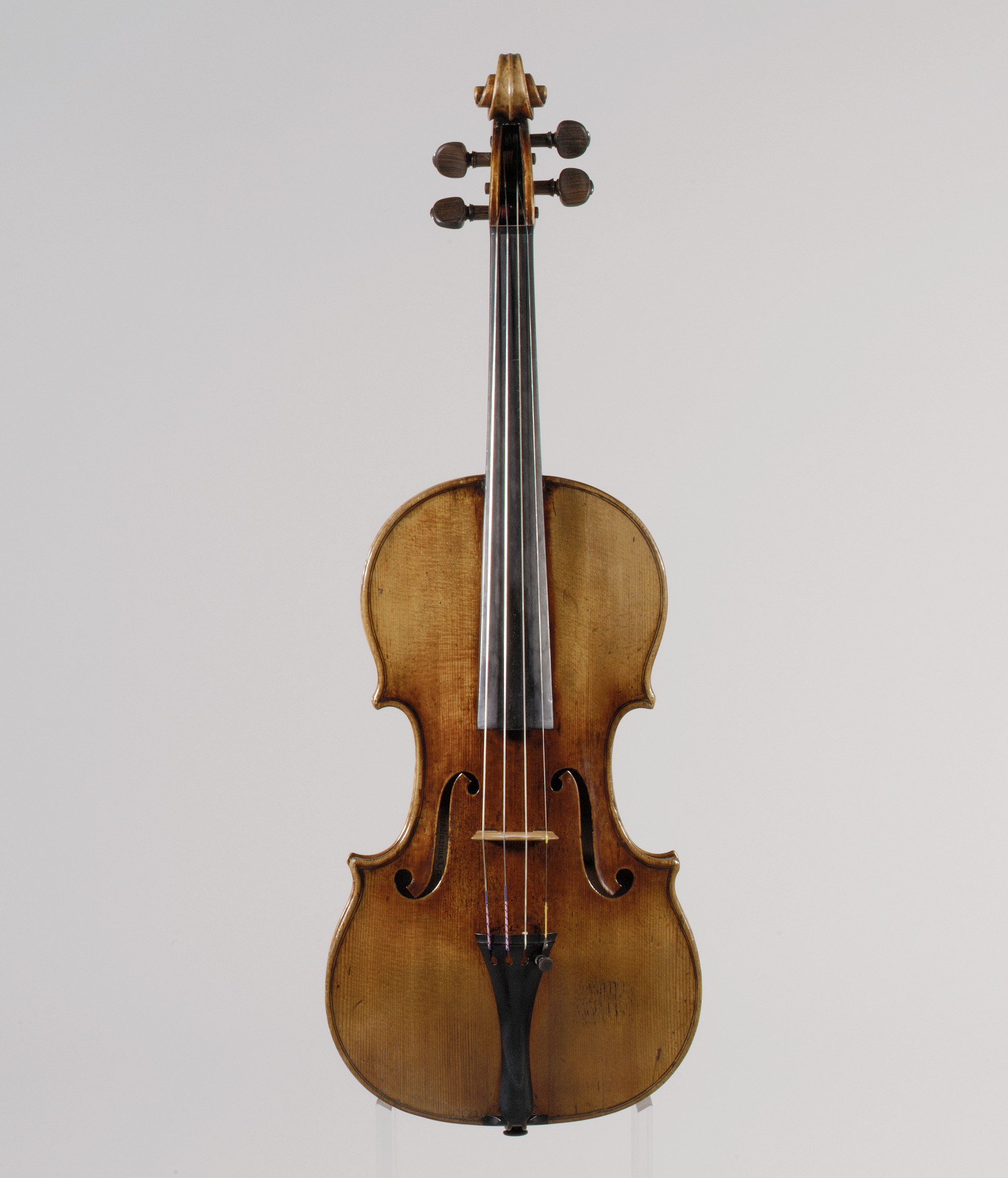
"Antonius" violín (1711)